# Olympische Winterspiele 1956/Skispringen
Bei den XII. Olympischen Spielen 1956 in Cortina d’Ampezzo wurde zum siebten Mal ein Wettbewerb im Skispringen ausgetragen.
Das Springen fand als letzter Wettkampf der Winterspiele am 5. Februar auf der neu errichteten Trampolino Italia statt, deren Kritischer Punkt bei 72 Metern lag. Der Wettbewerb endete mit einem finnischen Doppelsieg, bei dem Antti Hyvärinen vor Aulis Kallakorpi vor 21.382 Zuschauern triumphierte. Nach dem ersten Durchgang führte der Ostdeutsche Harry Glaß, der im Endklassement den dritten Rang belegte und somit die Bronzemedaille gewann.
Erstmals in der olympischen Skisprunggeschichte wurde die bis dahin dominierende Mannschaft der Norweger geschlagen. Diese hatte bis 1956 alle sechs Olympiasieger in der Disziplin gestellt. Auch das sowjetische Team, das erstmals bei Olympischen Winterspielen an den Start ging, erfüllte nicht die im Vorfeld aufgestellten Erwartungen und griff nicht in die Entscheidung ein.

## Vorbereitungen

### Schanzenbau

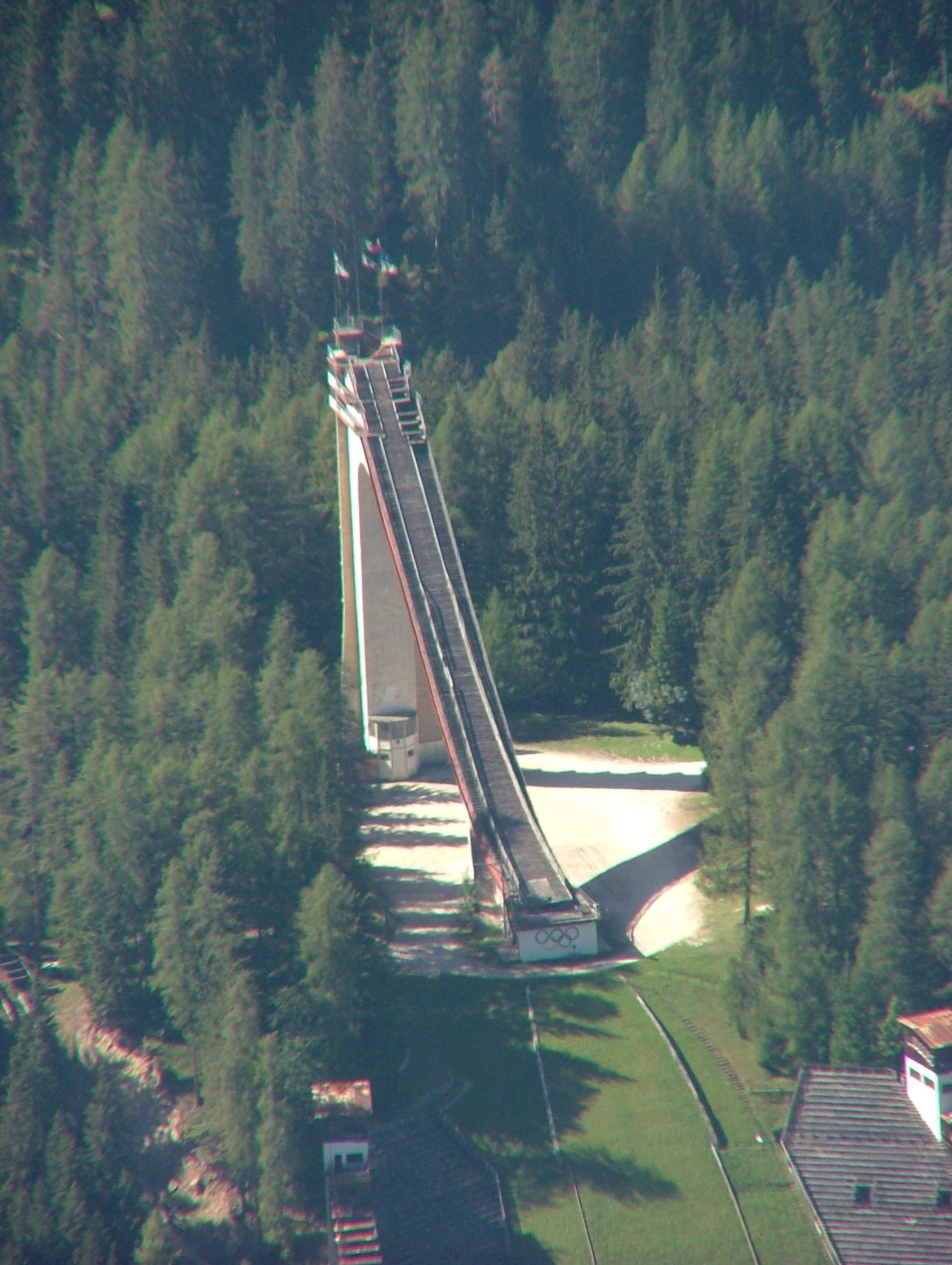
Das Springen fand auf der 1955 errichteten Italia-Schanze (Foto von 2006) statt.

Vor der Olympiaschanze existierten in Zuel, einem Vorort Cortina d’Ampezzos, bereits zwei andere Skisprunganlagen. Die zweite Schanze, die 1939 die erste Anlage abgelöst hatte, trug bereits den Namen Italia. Sie wurde ab April 1955 abgerissen, um Platz für die Olympiaschanze zu schaffen, die als die zu diesem Zeitpunkt „modernste Schanze der Welt“ geplant war. Die Architekten dieser Anlage waren der Italiener Guglielmo Holzner und der Schweizer Reinhard Straumann, den der Internationale Skiverband (FIS) als Technikexperte nominierte. Zudem arbeiteten drei weitere italienische Ingenieure, Piero Pozzati, Enzo Mantovani sowie Luciano Berti, an der Konstruktion mit. Beim Bau des Trampolino Italia wurden einige Elemente erstmals bei einer Skisprungschanze verwendet. So entwickelten die Architekten etwa einen Anlauf in Parabelform, der die Athleten weniger abbremste als ein geradliniger. Zudem modifizierten sie Teile des Auslaufs, um den Landungsdruck auf die Sportler möglichst gering zu halten. Dieser war für Sprünge zwischen 20 und 72 Metern nahezu gleich hoch (etwa 82 Kilogramm). Beim Überschreiten des Kritischen Punktes stieg der Druck schnell an, sodass es bei Weiten über 72 Meter schwieriger für die Athleten wurde, nach ihrem Versuch sicher zu landen.
Der FIS-Beauftragte Reinhard Straumann zeigte sich in seinen Berichten von der im Dezember 1955 eröffneten Italia-Schanze überzeugt: Sie sei ein „bauliches Meisterwerk“ und könne „in jeder Hinsicht als beispielhaft betrachtet werden“. Der Technische Delegierte Pelle Øhman sah zwar einige geringe Schwächen wie eine Fehlkalkulation bei den Startpunkten, die die Organisatoren durch einige behelfsmäßige Maßnahmen ausglichen, lobte aber ansonsten die Schanze und hob dabei besonders die technischen Innovationen hervor. In mehreren Olympiarückblicken wurde das Trampolino Italia mit der Schanze am Holmenkollen verglichen, auf der 1952 die Entscheidung stattgefunden hatte. Als großer Unterschied galt das Fassungsvermögen der beiden Anlagen: Während am Holmenkollen nahezu 200.000 Zuschauer Platz gefunden hatten, war die Schanze in Cortina für höchstens 46.000 Besucher ausgerichtet.

### Organisation
Als Renndirektor für den Sprungwettkampf fungierte Guglielmo Holzner, der Architekt der Italiaschanze. Holzner war zudem Mitglied im zwölfköpfigen Olympia-Exekutivkomitee und Leiter der für das Skispringen zuständigen Unterkommission. Neben ihm saßen in der Jury acht weitere Männer, darunter die fünf Sprungrichter, zu denen auch der frühere Deutsche Meister Erich Recknagel zählte. Die Jury traf sich vor und nach dem Wettbewerb in einem dafür vorgesehenen Raum – in dem sich an anderen Tagen auch die Bobjury beriet –, griff aber mit ihren Entscheidungen nicht in den Wettkampf ein.

### Deutsche Vorausscheidung
Bei den Olympischen Spielen von 1956 bis 1964 bildeten die Athleten der Bundesrepublik Deutschland und der Deutschen Demokratischen Republik die gesamtdeutsche Mannschaft. Dieses gemeinsame Team bestand jedoch nur während der Olympischen Spiele; in der Zwischenzeit trainierten die Sportler vollkommen unabhängig voneinander. Hans Renner war der Cheftrainer für die ostdeutschen Athleten Harry Glaß und Werner Lesser.
Es wurde vereinbart, die gemeinsame Mannschaft aus den vier besten Springern in vier Springen zusammenzustellen. Dazu zählten neben einem Wettbewerb in Oberhof die drei ersten Springen der Vierschanzentournee 1955/56 in Oberstdorf, Garmisch und Innsbruck.
| Springer und Schanzen | Springer und Schanzen | Oberhof     | Oberhof | Oberstdorf  | Oberstdorf | Garmisch    | Garmisch  | Innsbruck   | Innsbruck | Gesamtnote |
| --------------------- | --------------------- | ----------- | ------- | ----------- | ---------- | ----------- | --------- | ----------- | --------- | ---------- |
| Springer und Schanzen | Springer und Schanzen | Weiten in m | Note    | Weiten in m | Note in m  | Weiten in m | Note in m | Weiten in m | Note      | Gesamtnote |
| Harry Glaß            | DDR                   | 68,5+64,0   | 217,0   | 72,5+74,0   | 219,0      | 78,0+74,0   | 218,5     | 76,0+73,5   | 223,0     | 877,5      |
| Max Bolkart           | BRD                   | 73,5+63,5   | 222,5   | 71,0+73,0   | 216,0      | 76,5+74,5   | 216,0     | 75,0+70,0   | 217,0     | 871,5      |
| Josef Kleisl          | BRD                   | 66,0+63,0   | 211,5   | 68,0+70,5   | 205,5      | 72,5+75,0   | 211,5     | 70,5+68,0   | 208,0     | 836,5      |
| Werner Lesser         | DDR                   | 68,0+62,0   | 207,0   | 71,0+71,0   | 209,5      | 74,0+70,0   | 202,0     | 71,0+66,0   | 206,0     | 824,5      |
| Toni Brutscher        | BRD                   | 64,0+61,0   | 206,5   | 68,5+70,5   | 209,5      | 70,0+70,5   | 202,0     | 69,0+64,0   | 197,5     | 815,5      |
| Sepp Weiler           | BRD                   | 66,0+65,0   | 212,0   | 70,5+70,5   | 191,5      | 75,0+71,5   | 211,5     | 67,0+64,5   | 197,0     | 812,0      |

## Wettkampf

### Reglement
Alle gestarteten Athleten absolvierten zwei Sprünge, die jeweils mit einer Weitenpunktzahl und einer Stilnote bewertet wurden. Um die Haltungsnote zu ermitteln, gaben fünf Sprungrichter ihre Bewertung (maximal 20 Punkte) ab. Die höchste und die niedrigste Punktzahl wurden gestrichen; die anderen drei Noten ergaben zusammengerechnet die Stilnote, die höchstens 60 Punkte betragen konnte. Damit Haltung und Weite gleichermaßen in die Gesamtbewertung eingingen, lag die maximale Weitenpunktzahl ebenfalls bei 60. So viele Punkte erhielt in beiden Durchgängen jeweils der Athlet, der am weitesten gesprungen war. Für jeden Meter, den ein Sportler weniger erreichte, wurde ihm von der Höchstpunktzahl ein Punkt abgezogen, entsprechend für einen halben Meter ein halber Punkt. Auf diese Weise wurden zwei Punktzahlen ermittelt, die in beiden Durchgängen addiert wurden, um das Zwischen- beziehungsweise Endklassement zu erhalten.

### Ausgangssituation

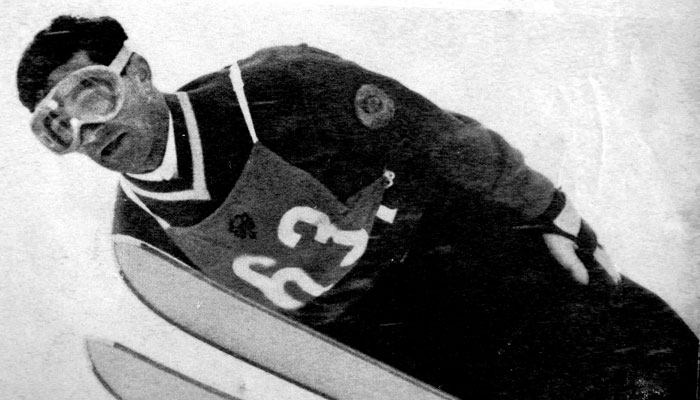
Der Georgier Koba Zakadse (hier bei einem Sprung im Jahr 1963) wurde vor den Olympischen Spielen hoch eingeschätzt.

Bis zu den Olympischen Winterspielen 1952 in Oslo nahmen die Norweger die führende Rolle im internationalen Skispringen ein: Sie gewannen alle sechs olympischen Konkurrenzen und dabei 14 von 18 möglichen Medaillen. In den folgenden vier Jahren verbesserte sich die finnische Mannschaft jedoch stetig und verdrängte das norwegische Team schließlich – auch aufgrund des von ihnen besonders beherrschten Fisch-Stils – von der Führungsposition. 1954 in Falun triumphierte mit Matti Pietikäinen zum ersten Mal ein Finne bei einer regulären Nordischen Skiweltmeisterschaft, ein Jahr später siegte Hemmo Silvennoinen bei der Vierschanzentournee. Bei weiteren internationalen Springen des Winters 1954/55 erreichten auch die Deutschen vordere Platzierungen, etwa der 22-jährige Max Bolkart, der beim Vorbereitungswettkampf in Cortina nur um einen Punkt den Sieg verpasste. Ebenfalls hoch eingeschätzt wurden die sowjetischen Athleten, insbesondere der Georgier Koba Zakadse, der im Januar 1956 den Wettbewerb in Innsbruck, eines seiner ersten internationalen Springen, für sich entschied. Die größte Schwierigkeit der sowjetischen Springer, die regelmäßig große Weiten erreichten, lag in der Landung, für die sie meist Abzüge in der Stilnote erhielten. Zakadse, den der deutsche Sportjournalist Harry Valérien vor Olympia als „vollkommenen Skiflieger“ mit „maßlose[m] Mut“ bezeichnete, äußerte sich optimistisch: Er werde eine hohe Punktzahl erreichen, wenn er „nur zweimal stehen bleibe und nicht […] durch den Auslauf wackle“.
Insgesamt galten die finnischen Skispringer unmittelbar vor den Olympischen Spielen als aussichtsreichste Sieganwärter, zumal die beiden besten Norweger Arnfinn Bergmann und Torbjørn Falkanger – die Gold- und Silbermedaillengewinner der Spiele von 1952 – ihre Teilnahme wegen Erkrankung beziehungsweise Verletzung absagten. Aufgrund dieser Favoritenstellung kam es zu einem teaminternen Streit um die Position innerhalb der Mannschaft, die sich etwa in den Startplätzen deutlich machte. Da Lasse Johannesen, der als Nationaltrainer das junge finnische Team zwei Jahre zuvor geformt hatte, mit Antti Hyvärinen unzufrieden war und ihm Temperamentlosigkeit sowie zu wenig Risikofreude vorwarf, versetzte er den 23-Jährigen in eine frühe Startgruppe. Der drei Jahre ältere Aulis Kallakorpi sollte als letzter Finne starten und so die favorisierten Eino Kirjonen und Hyvärinen nach hinten absichern. Der vierte Athlet im Team war Hemmo Silvennoinen, der Vierschanzentourneesieger von 1954/55. Er beschwerte sich nach dem olympischen Springen in einer finnischen Zeitung, dass er – wie auch Kirjonen und Kallakorpi – wegen der Streitereien in der Mannschaft nicht habe schlafen können. Dies habe für ihn ein besseres Resultat als den letztlich zehnten Rang verhindert.

### Wettkampfverlauf und Ergebnis
Datum: 5. Februar 1956 (Start um 11 Uhr)

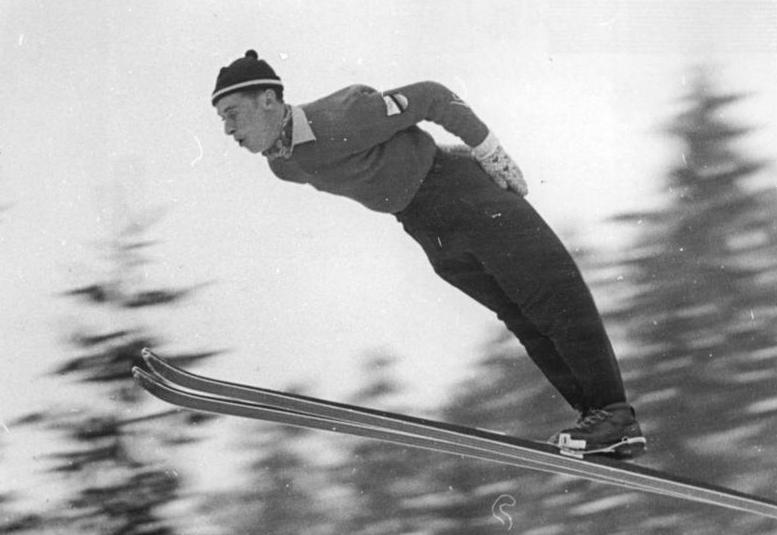
Harry Glaß (hier zwei Wochen nach den Olympischen Spielen) lag nach dem ersten Durchgang in Führung und gewann schließlich die Bronzemedaille.

Die Wetterverhältnisse während des letzten Wettkampfes der Olympischen Winterspiele 1956 waren außergewöhnlich gut: Anders als in den Trainings blieb es windstill, der Schnee war kompakt und schnell, sodass der Wettkampf ohne äußere Störungen ablief. Die Konkurrenz eröffnete der Italiener Enzo Perin mit einem Sprung auf 67 Meter. Von den ersten 20 Athleten übertraf keiner die 80-Meter-Marke, weder dem Finnen Hemmo Silvennoinen noch dem Sieger der Nordischen Kombination, Sverre Stenersen aus Norwegen, gelang ein Versuch mit dieser Weite, die für eine Platzierung unter den besten fünf Sportlern notwendig war. Mit der Startnummer 21 erreichte Antti Hyvärinen 81 Meter und übernahm nach einer gelungenen Telemarklandung die Führungsposition. An dieser Leistung scheiterten kurz darauf Koba Zakadse, der trotz eines Sprunges auf 80,5 Meter wegen einer fehlerhaften Landung im Klassement weit zurückfiel, sowie Hyvärinens Teamkollege, der dritte Finne Eino Kirjonen. Erst der Deutsche Max Bolkart, der als 29. seinen Sprung absolvierte, kam auf die gleiche Punktzahl wie der Finne. Die einzigen Sportler, die im Laufe des ersten Durchgangs sowohl bei den Weitenpunkten als auch bei der Stilnote zu den besten zählten, waren die Deutschen Harry Glaß – der überraschend in Führung lag – und Bolkart sowie die beiden Finnen Hyvärinen und Aulis Kallakorpi. Dabei hatten Glaß und Kallakorpi, die beide bei 83,5 Metern gelandet waren, mit den direkt aufeinander folgenden Startnummern 46 und 47 die weitesten Sprünge gezeigt. Ebenso weit sprang zwar auch der Russe Nikolai Kamenski; er stürzte jedoch bei der Landung und brach den Wettkampf daher nach dem ersten Durchgang ab. Damit griff kein sowjetischer Sportler in die Entscheidung um die Medaillenränge ein. Die Norweger, von denen die punktgleichen Arne Hoel und Sverre Stallvik als Elfte am besten im Wettbewerb lagen, spielten dabei ebenfalls keine Rolle.
Da die Athleten im zweiten Durchgang in der gleichen Reihenfolge wie im ersten Versuch starteten, legte Antti Hyvärinen als erster der vier Siegkandidaten eine Weite vor. Trotz eines verkürzten Anlaufes sprang er auf 84 Meter und zeigte damit den weitesten Sprung des gesamten Tages. Der Sprung, der in Olympiarückblicken als „etwas Einmaliges“ oder als „wahrhaft olympischer Flug“ bezeichnet wurde, erhielt von den Wertungsrichtern zudem die höchste bei diesem Wettkampf vergebene Stilnote. Keiner der verbliebenen Konkurrenten erreichte die Weite Hyvärinens: Max Bolkart, der nach dem ersten Durchgang punktgleich mit dem Finnen gewesen war, sprang 2,5 Meter kürzer; Harry Glaß und Aulis Kallakorpi landeten bei 80,5 Metern. Den beiden Deutschen Bolkart und Glaß wurde im Nachhinein attestiert, ihre Sprünge seien „gelähmt“ beziehungsweise „kraftlos“ gewesen; anders als Hyvärinen war es ihnen nicht möglich, sich im zweiten Durchgang zu steigern. Kallakorpi setzte sich durch eine knapp bessere Stilnote im Endklassement vor Harry Glaß und komplettierte so den finnischen Doppelerfolg. Der drittbeste Finne Eino Kirjonen verbesserte seine Weite im zweiten Versuch von 78,5 auf 81 Meter und belegte schließlich Rang sieben.
| Rang   | Stnr. | Athlet                   | Land               | 1. Durchgang | 1. Durchgang | 1. Durchgang | 1. Durchgang | 2. Durchgang | 2. Durchgang | 2. Durchgang | 2. Durchgang | Gesamt |
| Rang   | Stnr. | Athlet                   | Land               | Weite        | Punkte       | Punkte       | Punkte       | Weite        | Punkte       | Punkte       | Punkte       | Punkte |
| Rang   | Stnr. | Athlet                   | Land               | Weite        | Weite        | Stil         | Gesamt       | Weite        | Weite        | Stil         | Gesamt       | Punkte |
| ------ | ----- | ------------------------ | ------------------ | ------------ | ------------ | ------------ | ------------ | ------------ | ------------ | ------------ | ------------ | ------ |
| Gold   | 21    | Antti Hyvärinen          | Finnland           | 81,0 m       | 57,5         | 54,0         | 111,5        | 84,0 m       | 60,0         | 55,5         | 115,5        | 227,0  |
| Silber | 47    | Aulis Kallakorpi         | Finnland           | 83,5 m       | 60,0         | 54,5         | 114,5        | 80,5 m       | 56,5         | 54,0         | 110,5        | 225,0  |
| Bronze | 46    | Harry Glaß               | Deutschland        | 83,5 m       | 60,0         | 55,0         | 115,0        | 80,5 m       | 56,5         | 53,0         | 109,5        | 224,5  |
| 4      | 29    | Max Bolkart              | Deutschland        | 80,0 m       | 56,5         | 55,0         | 111,5        | 81,5 m       | 57,5         | 53,5         | 111,0        | 222,5  |
| 5      | 42    | Sven Pettersson          | Schweden           | 81,0 m       | 57,5         | 52,0         | 109,5        | 81,5 m       | 57,5         | 53,0         | 110,5        | 220,0  |
| 6      | 51    | Andreas Däscher          | Schweiz            | 82,0 m       | 58,5         | 49,5         | 108,0        | 82,0 m       | 58,0         | 53,5         | 111,5        | 219,5  |
| 7      | 28    | Eino Kirjonen            | Finnland           | 78,0 m       | 54,5         | 53,0         | 107,5        | 81,0 m       | 57,0         | 54,5         | 111,5        | 218,0  |
| 8      | 20    | Werner Lesser            | Deutschland        | 77,5 m       | 54,0         | 51,0         | 105,0        | 77,5 m       | 53,5         | 51,5         | 105,0        | 210,0  |
| 9      | 39    | Sverre Stallvik          | Norwegen           | 77,0 m       | 53,5         | 51,0         | 104,5        | 75,5 m       | 51,5         | 52,0         | 103,5        | 208,0  |
| 10     | 3     | Hemmo Silvennoinen       | Finnland           | 75,5 m       | 52,0         | 50,5         | 102,5        | 77,0 m       | 53,0         | 52,0         | 105,0        | 207,5  |
| 11     | 16    | Arne Hoel                | Norwegen           | 77,5 m       | 54,0         | 50,5         | 104,5        | 76,5 m       | 52,5         | 49,5         | 102,0        | 206,5  |
| 12     | 53    | Josef Bradl              | Österreich         | 77,5 m       | 54,0         | 50,5         | 104,5        | 77,0 m       | 53,0         | 48,0         | 101,0        | 205,5  |
| 13     | 52    | Hiroshi Yoshizawa        | Japan              | 80,5 m       | 57,0         | 49,5         | 106,5        | 74,0 m       | 50,0         | 48,5         | 98,5         | 205,0  |
| 14     | 9     | Bror Östman              | Schweden           | 76,0 m       | 52,5         | 50,0         | 102,5        | 75,5 m       | 51,5         | 50,5         | 102,0        | 204,5  |
| 15     | 35    | Walter Habersatter       | Österreich         | 77,5 m       | 54,0         | 48,0         | 102,0        | 77,5 m       | 53,5         | 46,0         | 99,5         | 201,5  |
| 16     | 18    | Władysław Tajner         | Polen              | 74,0 m       | 50,5         | 47,5         | 98,0         | 76,5 m       | 52,5         | 50,5         | 103,0        | 201,0  |
| 16     | 19    | Nikolai Schamow          | Sowjetunion        | 77,0 m       | 53,5         | 49,5         | 103,0        | 74,5 m       | 50,5         | 47,5         | 98,0         | 201,0  |
| 18     | 25    | Asbjørn Osnes            | Norwegen           | 75,5 m       | 52,0         | 50,0         | 102,0        | 72,0 m       | 48,0         | 49,5         | 97,5         | 199,5  |
| 19     | 15    | Rudolf Schweinberger     | Österreich         | 74,5 m       | 51,0         | 49,0         | 100,0        | 75,0 m       | 51,0         | 48,0         | 99,0         | 199,0  |
| 20     | 48    | Andrzej Gąsienica Daniel | Polen              | 78,0 m       | 54,5         | 47,5         | 102,0        | 74,5 m       | 50,5         | 46,0         | 96,5         | 198,5  |
| 21     | 49    | Art Devlin               | Vereinigte Staaten | 74,0 m       | 50,5         | 48,0         | 98,5         | 72,5 m       | 48,5         | 47,5         | 96,0         | 194,5  |
| 22     | 33    | Jože Zidar               | Jugoslawien        | 75,0 m       | 51,5         | 48,0         | 99,5         | 74,0 m       | 50,0         | 44,5         | 94,5         | 194,0  |
| 23     | 22    | Albin Rogelj             | Jugoslawien        | 71,0 m       | 47,5         | 46,5         | 94,0         | 74,5 m       | 50,5         | 48,0         | 98,5         | 192,5  |
| 24     | 50    | Janez Polda              | Jugoslawien        | 74,5 m       | 51,0         | 45,5         | 96,5         | 74,0 m       | 50,0         | 45,0         | 95,0         | 191,5  |
| 25     | 34    | Roman Gąsienica-Sieczka  | Polen              | 77,5 m       | 54,0         | 47,5         | 101,5        | 71,5 m       | 47,5         | 40,5         | 88,0         | 189,5  |
| 26     | 6     | Josef Kleisl             | Deutschland        | 73,0 m       | 49,5         | 45,5         | 95,0         | 71,0 m       | 47,0         | 47,0         | 94,0         | 189,0  |
| 27     | 40    | Jacques Charland         | Kanada             | 76,0 m       | 52,5         | 42,0         | 94,5         | 73,0 m       | 49,0         | 44,5         | 93,5         | 188,0  |
| 28     | 41    | Mojmír Stuchlík          | Tschechoslowakei   | 74,0 m       | 50,5         | 48,0         | 98,5         | 74,0 m       | 50,0         | 39,0         | 89,0         | 187,5  |
| 29     | 36    | Jáchym Bulín             | Tschechoslowakei   | 71,5 m       | 48,0         | 45,5         | 94,0         | 70,5 m       | 46,5         | 46,0         | 92,5         | 186,5  |
| 30     | 7     | Otto Leodolter           | Österreich         | 72,0 m       | 48,5         | 45,5         | 94,0         | 72,5 m       | 48,5         | 42,5         | 91,0         | 185,0  |
| 30     | 8     | Józef Huczek             | Polen              | 70,5 m       | 47,0         | 48,5         | 95,5         | 67,0 m       | 43,0         | 46,5         | 89,5         | 185,0  |
| 30     | 27    | Koba Zakadse             | Sowjetunion        | 80,5 m       | 57,0         | 50,0         | 107,0        | 82,5 m       | 58,5         | 19,5         | 78,0         | 185,0  |
| 33     | 43    | Tito Tolin               | Italien            | 69,5 m       | 46,0         | 45,0         | 91,0         | 71,5 m       | 47,5         | 46,0         | 93,0         | 184,5  |
| 34     | 2     | Juri Moschkin            | Sowjetunion        | 73,0 m       | 49,5         | 42,0         | 91,5         | 74,0 m       | 50,0         | 42,5         | 92,5         | 184,0  |
| 35     | 5     | Sverre Stenersen         | Norwegen           | 72,0 m       | 48,5         | 42,0         | 90,5         | 70,0 m       | 46,0         | 47,0         | 93,0         | 183,5  |
| 36     | 10    | Roy Sherwood             | Vereinigte Staaten | 71,5 m       | 48,0         | 46,0         | 94,0         | 68,0 m       | 44,0         | 45,0         | 89,0         | 183,0  |
| 37     | 26    | Luigi Pennacchio         | Italien            | 70,5 m       | 47,0         | 44,0         | 91,0         | 67,5 m       | 43,5         | 46,0         | 89,5         | 180,5  |
| 38     | 17    | Alfred Prucker           | Italien            | 67,5 m       | 44,0         | 44,0         | 88,0         | 68,5 m       | 44,5         | 47,0         | 91,5         | 179,5  |
| 39     | 31    | Kōichi Satō              | Japan              | 68,0 m       | 44,5         | 46,5         | 91,0         | 66,0 m       | 42,0         | 45,5         | 87,5         | 178,5  |
| 40     | 30    | Conrad Rochat            | Schweiz            | 68,5 m       | 45,0         | 44,5         | 89,5         | 68,5 m       | 44,5         | 43,0         | 87,5         | 177,0  |
| 41     | 23    | Holger Karlsson          | Schweden           | 76,0 m       | 52,5         | 19,0         | 71,5         | 77,5 m       | 53,5         | 51,0         | 104,5        | 176,0  |
| 42     | 38    | Nicolae Munteanu         | Rumänien           | 66,0 m       | 42,5         | 42,5         | 85,0         | 70,0 m       | 46,0         | 44,0         | 90,0         | 175,0  |
| 43     | 13    | Bill Olson               | Vereinigte Staaten | 65,0 m       | 41,5         | 43,0         | 84,5         | 69,5 m       | 45,5         | 44,5         | 90,0         | 174,5  |
| 44     | 32    | Erik Styf                | Schweden           | 76,0 m       | 52,5         | 50,0         | 102,5        | 75,0 m       | 51,0         | 15,5         | 66,5         | 169,0  |
| 45     | 12    | Francis Perret           | Schweiz            | 66,0 m       | 42,5         | 43,5         | 86,0         | 64,0 m       | 40,0         | 42,5         | 82,5         | 168,5  |
| 46     | 44    | André Monnier            | Frankreich         | 67,5 m       | 44,0         | 38,5         | 82,5         | 66,0 m       | 42,0         | 43,0         | 85,0         | 167,5  |
| 47     | 14    | Richard Rabasa           | Frankreich         | 66,0 m       | 42,5         | 42,0         | 84,5         | 66,0 m       | 42,0         | 41,0         | 83,0         | 167,5  |
| 48     | 24    | Robert Rey               | Frankreich         | 65,0 m       | 41,5         | 40,5         | 82,0         | 65,0 m       | 41,0         | 41,0         | 82,0         | 164,0  |
| 48     | 1     | Enzo Perin               | Italien            | 67,0 m       | 43,5         | 40,0         | 83,5         | 63,5 m       | 39,5         | 41,0         | 80,5         | 164,0  |
| 50     | 11    | Janez Gorišek            | Jugoslawien        | 63,5 m       | 40,0         | 41,5         | 81,5         | 63,5 m       | 39,5         | 41,0         | 80,5         | 162,0  |
| 51     | 37    | Dick Rahoi               | Vereinigte Staaten | 71,5 m       | 48,0         | 38,0         | 86,0         | 78,0 m       | 54,0         | 18,0         | 72,0         | 158,0  |
| DNF    | 4     | Claude Jean-Prost        | Frankreich         | ?            | –            | Sturz        | –            | DNS          | –            | –            | –            | –      |
| DNF    | 45    | Nikolai Kamenski         | Sowjetunion        | 83,5 m       | 60,0         | Sturz        | –            | DNS          | –            | –            | –            | –      |

## Rückschau und Kritik
Mit dem Doppelsieg hatten die finnischen Skispringer ihre Führungsposition eindeutig behauptet. Besonders wichtig für ihren Erfolg sei das „spontane Steigern im Finaldurchgang“ gewesen, schrieb der österreichische Journalist Kurt Bernegger in Kurt Jeschkos Olympiarückblick. Diese Fähigkeit habe den deutschen Sportlern, die ansonsten ebenbürtig gewesen seien, gefehlt. Dennoch stellte Bernegger einen „mitteleuropäischen Einbruch“ in die „‚Sprungfestung‘ Skandinavien“ fest. Dazu zählte er auch den sechsten Rang des Schweizers Andreas Däscher und den achten Platz des Deutschen Werner Lesser. Neben den Gewinnern, den Mitteleuropäern und den Finnen, sah der Österreicher auch mehrere Verlierer, an erster Stelle die Norweger, deren „Versagen […] der Fachwelt ganz einfach ein Rätsel“ sei. Auch das sowjetische und das US-amerikanische Team sowie diverse kleinere Teams knüpften nicht an die zuvor erbrachten Leistungen an und galten daher als Enttäuschung. Der als Sprungrichter fungierende Oberhofer Erich Recknagel zog als Fazit, dass sich der neue aerodynamische Fisch-Stil endgültig durchgesetzt habe. Darin sah er das Problem der Norweger: Sie hätten sich noch nicht auf die neue Technik umgestellt und könnten daher nicht die Weiten der Finnen und Mitteleuropäer erreichen. Hans Renner, der Betreuer der DDR-Athleten, sah den Grund für den Erfolg der ostdeutschen Springer vor allem in der Intensität des Trainings. Ähnlich äußerte sich Lasse Johannesen, der Trainer der Finnen. Vor den Spielen erklärte er, jeder seiner Athleten habe mindestens 400 Trainingssprünge absolviert.
Die rückblickenden Urteile über den Sprungwettkampf fielen gespalten aus: Fast alle Beobachter lobten den Wettkampf in sportlicher Hinsicht, kritisierten aber das italienische Publikum, das besonders im Vergleich mit den 180.000 Zuschauern am Holmenkollen 1952 als wenig sachverständig und „seltsam unberührt“ auffiel. Heinz Maegerlein schrieb in seinem Bericht für das Standardwerk des Nationalen Olympischen Komitees für Deutschland, es sei ihm „unbegreiflich“ gewesen, dass so wenige Besucher kamen, um „das grandiose Schauspiel […], de[n] größte[n] und schönste[n] Sprunglauf der Sportgeschichte“, zu sehen. Zudem kritisierte Magerlein die Hektik des Wettkampfes: Die Zuschauer hätten keine Zeit gehabt, über die Leistungen nachzudenken, sodass nichts nachgeklungen sei.